# یواس‌اس لتر بی (اس‌پی-۷۳۲)
یواس‌اس لتر بی (اس‌پی-۷۳۲) (به انگلیسی: USS Letter B (SP-732)) یک کشتی بود که طول آن ۴۰ فوت (۱۲ متر) بود. این کشتی در سال ۱۹۱۲ ساخته شد.